# 理論
理論（りろん、英: theory、セオリー,  仏: théorie, 独: Theorie）とは、「個々の現象を法則的、統一的に説明できるように筋道を立てて組み立てられた知識の体系」。自然科学（応用科学含む）、人文科学、社会科学などの科学または学問において用いられている。

## 意義
理論は事象を合理的に説明するための論述であり特に学問の領域において決定的な意義を持っている。理論の意義は数多く挙げることが出来るが、第一には理論は高度に複雑な現実の世界を単純化することが可能である点を挙げることができる。世界の万象には人間の認知能力を遙かに超えた膨大な諸因子と関係性が関わっており、それら全てを再現することは現実的ではない。従って現実を単純化する必要が認められ、その役割を理論という思考の道具に担わせることになる。つまり現実を完全に再現することではなく、どの程度の説得力を保持した上で理解しやすく現実を原理や法則などとして単純化しているか、ということが理論の本義であると言える。
また自然現象の実験や政策提言のための調査などによって得られた知識を蓄積する上で有効な思考上の枠組みを提供することができる。しかも理論は研究において均衡の取れた総合的な視野を提供し、さらに直感的または感覚的な結論を回避して論理的な説明を行うことが可能である。これは研究調査を行う上で大きな指針である。
加えて現在の学術研究のほとんど全てが何らかの基礎的な理論に基づいたものであり、先進的な研究を理解する上で理論は学問の世界にとってもはや不可欠の存在である。また初心者にとっても理論が確立されていれば学習しやすい点も指摘できる。このように理論の存在価値は学問にとってなくてはならないものであると言うことができる。

## 構造
理論の基本的な構造はいくつかの科学哲学や論理学の原理に基づいたものである。そもそも理論はその目的に従って、まず因果性や現実性が説得的であり、また現実の事象と比較して簡潔であり、さらに既存の知識や常識とは反する自明ではない結論を導き出し、しかも原因としての独立変数と結果の従属変数を繋ぐ枠組みが明快でなければならない。最後に理論はその真偽を問うことが可能な性質、つまり反証可能性を保持しなければならない。以上の理論の対象となっている事象の重要性や実務的な実践性を加えることもできる。
理論の基本的な構造は論理学的な論証に見ることができる。論証は前提と結論という宣言的な論述から成り、前提から始まって推論の過程を経て結論が真であると主張するものである。これは妥当であるか妥当でないかによって判断される。ただしこの論証を構成する前提と結論はそれぞれ命題という不確かな意味を持たない客観的な言語的な記述であり、その定義によって概念が確立されていなければならない。つまり定義が定められた概念を以って推論することによって、公理や原理を導き出すことが初めて可能となる。
ユークリッド幾何学を確立した古代ギリシアの数学者であるエウクレイデスは『原論』においてまず点と線についての定義を示し、これらの概念を用いて自明であるとされる五つの公理系をも示す。そしてその公理系に従って500もの仮説を証明して定理を導き出した。こうして構築されたユークリッド幾何学は現在でも完成された数学理論として高く評価されている。ただしこのような理論は演繹的な方法論により構築された理論であり、帰納的な方法論によって導き出されたものであってもその論理性が認められれば妥当である。例えば、政治学や社会学、生物学や実験物理学など帰納的または統計学的な手法に基づいた自然科学的または社会科学的な理論は数多い。